# Pristimantis affinis
Pristimantis affinis es una especie de anfibio anuro de la familia Strabomantidae. Es endémica de Colombia. Su hábitat natural son las zonas tropicales o subtropicales a gran altitud matorrales y pastizales de altura. Está amenazada por pérdida de hábitat.